# Fjallabyggð
Fjallabyggð és un municipi d'Islàndia, a la regió de Norðurland eystra. Té una extensió de 363,8 km² i una població de 1.966 habitants l'1 de gener de 2025.
El municipi va ser creat el juny de 2006 mitjançant la fusió dels antics municipis de Siglufjarðarkaupstaður i Ólafsfjarðarbær.
Les principals poblacions del municipi són Siglufjörður i Ólafsfjörður.